# Batrachedra satirica
Batrachedra satirica là một loài bướm đêm thuộc họ Blastobasidae. Nó được tìm thấy ở Úc.